# Residència d’Investigadors de Barcelona
La Residència d’Investigadors de Barcelona, coneguda simplement com a Residència d'Investigadors, és un consorci públic creat l'any 1993 pel Consell Superior d'Investigacions Científiques i la Generalitat de Catalunya. El seu objectiu és el d'allotjar els investigadors, investigadores i professionals acadèmics durant les seves estades a Barcelona i organitzar activitats de divulgació per al foment de la reflexió i el diàleg. El seu espai acull nombrosos actes de difusió del coneixement científic adreçats a tots els públics.
Creada el 1993, fou inaugurada el 1998 al carrer de l'Hospital, 64, a tocar de l'edifici de la Institució Milà i Fontanals de Recerca en Humanitats dels CSIC que és alhora l'edifici de la Delegació del Consell Superior d'Investigacions Científiques a Catalunya.

## Origen i antecedents
Els primers referents de l'actual Residència d'Investigadors van ser la Residencia de Estudiantes de Madrid, la Residència de la Universitat Industrial i la Residència Internacional de Senyoretes Estudiants (RISE), aquestes últimes creades, respectivament, als anys 1920 i 1930 a Barcelona. El veritable precursor, però, va ser el Consell Superior d'Investigacions Científiques, que l'any 1963 es va plantejar que la ciutat de Barcelona a causa de la seva importància científica i cultural, havia d'oferir un espai per acollir científics i investigadors que hi estiguessin de pas, i va decidir obrir una residència que va funcionar fins al 1992. Més tard, l'any 1993, el CSIC i la Generalitat de Catalunya van crear el Consorci de la Residència d'Investigadors i van signar un conveni en el qual es va acordar construir el nou edifici de la Residència a l'antiga seu de la Residència del CSIC.